# Johannisloge Zur Eintracht

Siegel der Johannisloge „Zur Eintracht“, Berlin

Die Johannisloge „Zur Eintracht“ ist eine am 9. Dezember 1754 unter dem Namen „De La Concorde“ in Berlin gegründete reguläre Freimaurerloge. Sie ist die älteste noch arbeitende Tochterloge der Großen National-Mutterloge „Zu den drei Weltkugeln“ (GNML „3WK“) und eine der wenigen deutschen Freimaurerlogen, die seit ihrer Gründung ununterbrochen bestehen. In ihr wirkten bedeutende Vertreter der Aufklärung in Preußen.

## Geschichte

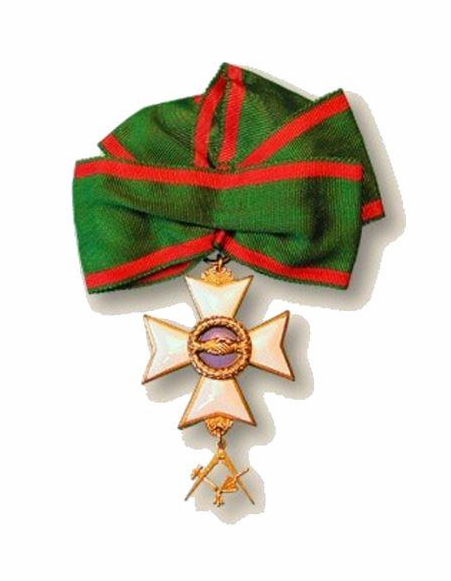
Bijou der Johannisloge „Zur Eintracht“, Berlin

### Logengründung
Am 16. März 1754 versammelten sich die in Berlin lebenden Freimaurer Louis Gustine, Arnold Alexander Imbert, Benoit Taillandier, Johannes Juncker, Frederic, Alexandre Fromery und Jean Jacques Corneille Deleuze um eine neue Johannisloge zu gründen. Sie gaben ihr den Namen „De La Concorde“. In den folgenden Monaten traten weitere Mitglieder der Loge „Aux trois globes“ (später: Große National-Mutterloge „Zu den drei Weltkugeln“) hinzu. Unter ihnen Charles Étienne Jordan, einer der Gründer der Loge „Aux trois globes“. Ferner Pierre Dieu und Christian Konrad Hundertmarck.

### Das erste Logenjahr
Das Verhältnis zu der Loge „Aux trois globes“ gestaltete sich schwierig, da diese die Konkurrenz in Berlin fürchtete. Die Loge „Zur Eintracht“ wollte als Tochterloge der Loge „Zu den drei Weltkugeln“ anerkannt werden. Diese war erst nach langem Zögern und unter gewissen Bedingungen bereit, die neue Loge zu errichten. Im Auftrag der neuen Loge wandte sich deren Mitglied Juncker an die Loge „Zu den drei Weltkugeln“. Am 24. September 1754 übergab diese ihm die Bedingungen, unter denen sie bereit war, die neue Loge als Tochterloge zu installieren. Insbesondere sollte die Mitgliederzahl auf zwölf Brüder beschränkt bleiben, und der neuen Loge war es verwehrt, eigene Aufnahmen oder Beförderungen vorzunehmen. Nachdem die neue Loge diese Bedingungen akzeptiert hatte, wurde ihr am 9. Dezember 1754 eine Stiftungsurkunde erteilt. Die förmliche Einrichtung erfolgte unter Leitung des vorsitzenden Meisters der Mutterloge „Zu den drei Weltkugeln“ Jakob Friedrich von Bielfeld am 4. Januar 1755. Der 9. Dezember 1754 gilt daher als offizielles Gründungsdatum.
Die Stiftungsurkunde ging während des Verbots der Freimaurer 1935–1945 verloren. Aus diesem Grund wurde der Loge „Zur Eintracht“ am 16. November 1974 eine Ersatzausfertigung der Stiftungsurkunde von der Großen National-Mutterloge „Zu den drei Weltkugeln“ ausgestellt.

### Trennung von der Mutterloge und Wiedervereinigung

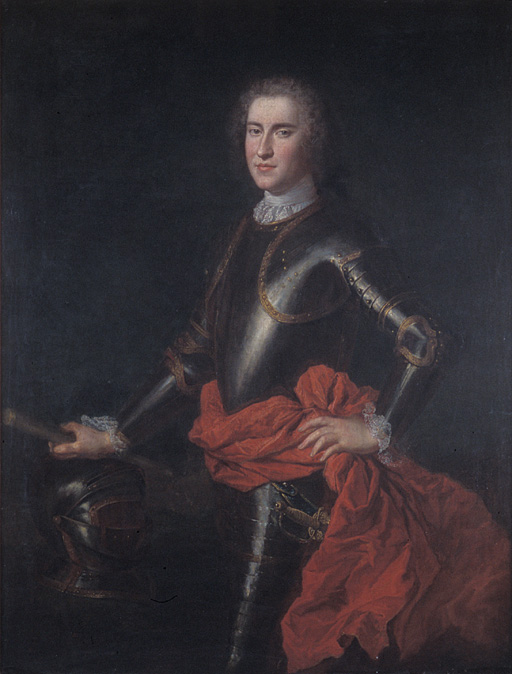
James Keith, 1724

Die der Loge „Zur Eintracht“ von der Mutterloge auferlegten Beschränkungen standen von Anfang an einem gedeihlichen Miteinander entgegen. Als es 1755 in der Mutterloge zu einer regelwidrigen Neuwahl des Barons von Rammelsberg zum Nationalgroßmeisters kam, stellte sich die Loge „Zur Eintracht“ auf die Seite des alten Nationalgroßmeisters Freiherr von Bielfeld und sagte sich 1756 von ihrer Mutterloge los.
Als der Deputierte Provinzialgroßmeister der norddeutschen Logen englischer Lehrart, der Berliner Gouverneur Generalfeldmarschall Lord James of Keith von dem Zerwürfnis erfuhr, bat er die Loge „Zur Eintracht“, „zum besten Frieden“ zu handeln. Er versprach der Loge, ihr ein englisches Konstitutionspatent vermitteln zu wollen. Hierzu kam es nicht. Keith fiel in der Schlacht bei Hochkirch am 14. Oktober 1758. Es darf jedoch bezweifelt werden, ob die englische Großloge der Loge „Zur Eintracht“ ein solches Patent erteilt hätte. Die englische Großloge sah in Friedrich II. den „natürlichen Großmeister in seinen Staaten“, womit es Friedrich II. oder der GNML „3WK“ allein oblegen hätte, einer Freimaurerloge ein Gründungspatent zu erteilen.
In Fortsetzung ihrer Eigenständigkeit gründete die Loge „Zur Eintracht“ 1758 eine eigene Schottenloge namens „De l’Harmonie“. Diese Schottenloge erhielt von dem Schottischen Obermeister Markgraf Karl von Brandenburg ein Konstitutionspatent, wogegen die Mutterloge „Zu den drei Weltkugeln“ scharf protestierte. Ihr Protest blieb erfolglos.
Ihren Höhepunkt und zugleich ihr Ende fand die Auseinandersetzung zwischen der Loge „Zur Eintracht“ und der Mutterloge „Zu den drei Weltkugeln“ als die Magdeburger Loge „De la Félicité“ (heute: „Ferdinand zur Glückseligkeit“) nicht die Mutterloge „Zu den drei Weltkugeln“, sondern die Loge „Zur Eintracht“ um ein Konstitutionspatent ersuchte, welches die Loge am 23. Februar 1761 erteilte. Die Mutterloge „Zu den drei Weltkugeln“ hielt dies für unzulässig, da es ihr allein zustand, in Preußen eine Loge zu konstituieren. Die Auseinandersetzungen mündeten in einem Kompromiss. Die Loge „Zur Eintracht“ war unter der Bedingung bereit, der Mutterloge „Zu den drei Weltkugeln“ wieder beizutreten, wenn die Mutterloge ihr ein neues Patent ohne die bisherigen Einschränkungen erteilt, sie als rechtmäßige älteste Tochterloge anerkannte und ihr die Rechte einer rechtmäßigen und vollkommenen Johannisloge zubilligt; dann wollte sie keine weiteren Tochterlogen errichten. Die Konstituierung der Magdeburger „De la Fídélité“ müsse jedoch nachträglich genehmigt werden. Damit war die Mutterloge „Zu den drei Weltkugeln“ einverstanden.

### Auflehnung gegen die Strikte Observanz
Als am 5. März 1767 die Schottenloge der GNML „3WK“, die Loge „L’Union“, der Strikten Observanz beitrat, schlossen sich die Mutterloge „Zu den drei Weltkugeln“ und die Loge „Zur Eintracht“ an. Jedoch arbeiteten lediglich zehn der 31 Mitglieder in den Hochgraden. 21 Mitglieder ließen sich nicht rektifizieren, unter ihnen der langjährige vorsitzende Meister Arnaud Alexandre Imbert. Der Anschluss dauerte nicht lange. Bereits 1778 zog sich die Loge zunächst inoffiziell von der Strikten Observanz zurück. Nach dem Wilhelmsbader Kongress von 1782, der das Ende der Strikten Observanz einläutete, trat die Loge am 10. November 1783 offiziell von der Strikten Observanz zurück.

### Aufklärung und Gegenaufklärung
Als reguläre preußische Loge verfolgten die Loge Zur Eintracht keine politischen Ziele, jedoch deckten sich ihre Ideale (bürgerliche Tugenden, religiöse Toleranz, bürgerliche Gleichheit) mit den Zielen der Aufklärung. Zudem bot die Arkandisziplin Schutz vor staatlicher Verfolgung, soweit sie zu befürchten war. Bedeutende Freimaurer förderten in anderen Vereinigungen die Verbreitung aufklärerischer Gedanken. Die Mitglieder des Montagsklubs waren zu 22,7 % zugleich Mitglieder Berliner Freimaurerlogen. Darunter Friedrich Nicolai (Mitglied der Loge Zur Eintracht), der als Senior der Vereinigung zeitweise vorstand. Um 1760 gründete sich mit dem Orden der Gold- und Rosenkreuzer die erste Rosenkreuzerorganisation im Umfeld der Freimaurerei. Dieser Orden bildete mit seiner Form des mystischen Irrationalismus und Illuminismus einen Gegenpol zu den rationalen und modernistischen Kräften der Aufklärung. Zunehmend wurden Berliner Freimaurerlogen durch Mitglieder der Rosenkreuzer infiltriert. Der vorsitzende Meister der Loge Zur Eintracht, Johann Christian Anton Theden, gehörte zum Gründungs- und Führungskreis des Berliner Gold- und Rosenkreuzerordens. Jeder Dritte der 26 Mitglieder der Loge Zur Eintracht einschließlich des dienenden Bruders Johann Heinrich Taumeyer war Rosenkreuzer. Dies und der nahe Tod Friedrich II. ließ eine Wende in der Haltung der Loge zur rationalen Aufklärung befürchten. 1783 gründeten daher Berliner Aufklärer, unter ihnen Friedrich Gedike, die Gesellschaft von Freunden der Aufklärung (Mittwochsgesellschaft). Sechs der 24 Mitglieder der Mittwochsgesellschaft waren Freimaurer, darunter Johann Erich Biester, Friedrich Gedike, Ernst Ferdinand Klein, Friedrich Nicolai, Carl August Struensee v. Carlsbach und Johann Friedrich Zöllner.

### Zeit des Nationalsozialismus und Verbot der Freimaurerei in Deutschland
Mit Beginn der NS-Diktatur ab 1933 und deren Bestrebungen eines Verbots der Freimaurerei wurde der Loge ihre Arbeit zunehmend erschwert. Viele Mitglieder traten aus der Loge aus, weil sie berufliche Nachteile fürchteten. Die letzte Arbeit fand am 9. Juli 1935 statt. An diesem Tag kam die Loge der behördlichen Aufforderung zur Selbstauflösung nach. Die verbliebenen Brüder trafen sich im privaten Kreis und veranstalteten gemeinsam mit der Gesellschaft der Pankgrafen alljährlich ein Eisbeinessen, so dass mit einer dort entzündete Kerze der Gedanke an den Freimaurerbund aufrechterhalten würde.

### Neuanfang in Berlin nach 1945

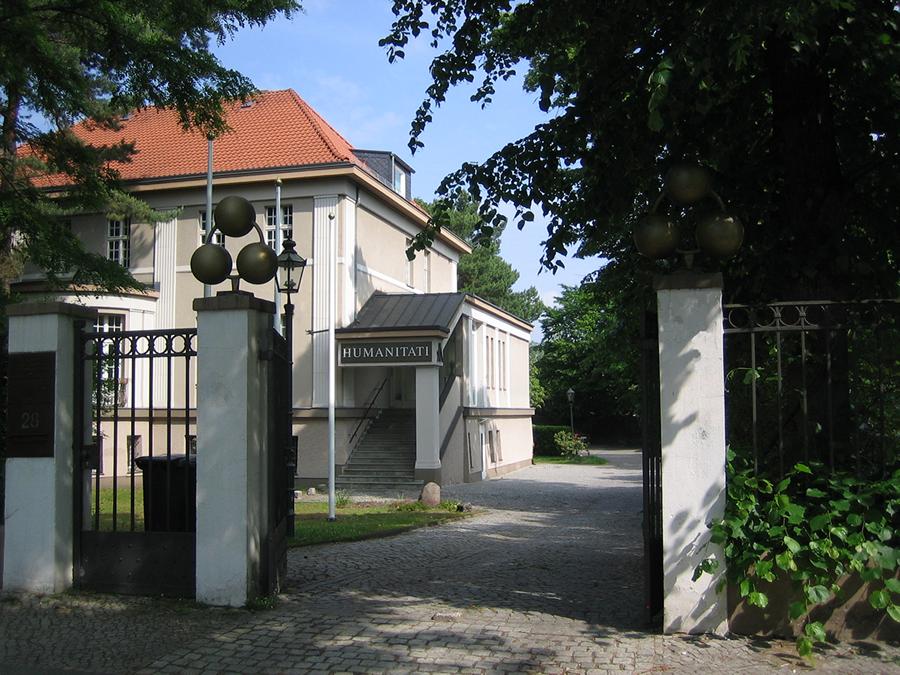
Logenhaus Heerstraße, Berlin

Erst 1947 wurden die Loge „Zur Eintracht“ zusammen mit anderen Logen in Westdeutschland und Westberlin wieder reaktiviert. Die GNML „3WK“ erwarb das nach Plänen des Architekten Curt Leschnitzer von 1923 bis 1924 erbaute ehemalige Wohnhaus des Berliner Kaufmanns Max Feldheim. Die denkmalgeschützte Villa wurde von 2013 bis 2014 nach Plänen des Architekten Gerhard Schlotter für rund 1,7 Millionen Euro instand gesetzt und erweitert. Die Loge „Zur Eintracht“ bezog gemeinsam mit anderen Logen das neu erworbene Logenhaus der GNML „3WK“ in der Heerstraße in Berlin-Westend.

### Neugründung der Loge „Ferdinand zur Glückseligkeit“

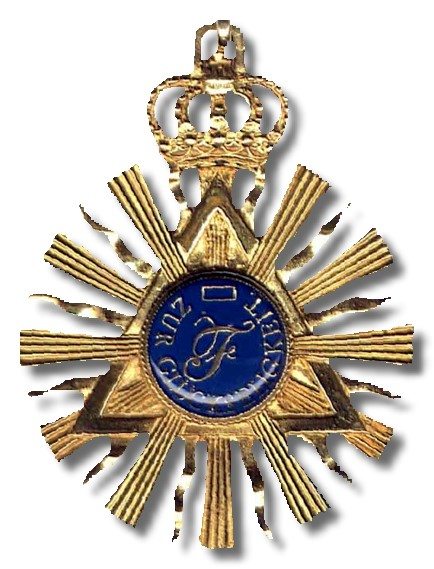
Bijou der Loge „Ferdinand zur Glückseligkeit“, Foto von Jens Rusch

Die Magdeburger Loge Ferdinand zur Glückseligkeit musste wie alle deutschen Freimaurerlogen ihre Arbeit nach 1933 zwangsweise einstellen. Am 29. Dezember 1933 wurde die Loge zur Selbstauflösung gezwungen und verlor ihr gesamtes Eigentum. Während auf dem Gebiet der Bundesrepublik und Berlin/West die Freimaurerei ab 1946 wieder zugelassen wurde, blieb sie auf dem Gebiet der DDR verboten. Erst nach der Wiedervereinigung konnte die Loge „Ferdinand zur Glückseligkeit“ ihre Arbeit fortsetzen. Im Jahr 1991 begannen die Mitglieder der Loge „Zur Eintracht“ die Loge „Ferdinand zur Glückseligkeit“ zu reaktivieren, am 3. November 1991 wurde die Loge wieder „in Arbeit gesetzt“.

## Struktur
Obwohl der Loge „Zur Eintracht“ als Tochterloge der GNML „3WK“ durch königliches „Confirmationspatent und Protectorium“ vom 9. November 1796 und den kaiserlichen „Allerhöchsten Erlaß“ vom 31. Dezember 1899 die Rechte einer juristischen Person verliehen wurde und diese Rechtsfähigkeit nicht durch die zwangsweise Auslösung im Jahr 1935 erlosch, ist sie heute aufgrund der Gesetzesänderung für altrechtliche Vereine als eingetragener Verein beim Amtsgericht Charlottenburg in Berlin im Vereinsregister eingetragen.
Der Loge stehen der Meister vom Stuhl und die beiden Aufseher vor. Diese bilden den Vorstand des Vereins und vertreten diesen nach außen in allen Angelegenheiten.

## Bekannte Mitglieder
- Johann Christian Anton Theden (1714–1797), königlich preußischer Militärarzt, Chirurg, und Leibarzt Friedrichs des Großen
- Friedrich Nicolai (1733–1811), deutscher Schriftsteller und Verleger, Mitglied des Montagsklub
- Friedrich Gedike (1754–1803), deutscher Theologe und Pädagoge, Mitglied der Berliner Mittwochsgesellschaft
- Johann Heinrich Wilhelm Tischbein (1751–1829), deutscher Maler
- Johann Friedrich Zöllner (1753–1804), deutscher Pfarrer, Mitglied der Preußischen Akademie der Wissenschaften
- Johann Christian Schubart (1734–1787), deutscher Agrarreformer
- Friedrich Philipp Rosenstiel (1754–1832), Direktor der Königlich Preußischen Porzellan-Manufaktur und Mitglied des Preußischen Staatsrates
- Heinrich Julius von Goldbeck (1733–1818), preußischer Großkanzler und Justizminister
- Fanz August von Etzel (1784–1850) erster „Königlich Preußische Telegraphendirektor“ und ein Pionier bei der Einführung der Telegrafie in Deutschland
- Franz Liszt (1811–1886), österreichisch-ungarischer Komponist